# David Axelrod
David M. Axelrod, född 22 februari 1955 i stadsdelen Lower East Side i New York, är en amerikansk politisk rådgivare och politisk analytiker som tidigare varit politisk journalist.
Han var ledande strateg och medierådgivare under Barack Obamas presidentkampanjer år 2008 och 2012. 2009–2011 var han seniorrådgivare åt president Barack Obama i Vita huset.
Från 2013 har han varit verksam som föreståndare för Institute of Politics vid University of Chicago och som politisk kommentator hos NBC News, MSNBC och CNN.
Han är gift med Susan Landau och har en dotter.